# Jacques Palat
Jacques Palat (Sant Cebrià de Rosselló, 25 de maig del 1915 - 19 de novembre del 1961) va ser un jugador francès de rugbi a 15, tercera línia ala (de vegades centre) de l'USAP, la carrera del qual va ser d'una longevitat exemplar, il·lustrada per la seva participació en 8 finals sèniors.
Viticultor, va acabar la seva carrera esportiva al CS Bergusien.

## Palmarès
- 1 selecció en l'equip de França A, el 22 de maig de 1938 enfront Alemanya, batuda 8 a 5 a Bucarest[1]
- Campió de França els anys 1938 i 1944[2]
- Challenge Yves du Manoir el 1935[2]
- Finalista del campionat de França els 1935 i 1939[2]
- Finalista de la competició Yves du Manoir els 1936, 1937 i 1938[2]